# 勐糯镇
勐糯镇，是中华人民共和国云南省保山市龙陵县下辖的一个镇。

## 行政区划
勐糯镇下辖以下地区：
勐糯村、大寨村、沟心寨村、丛岗村、海头村和田坡村。